# Anti-Defamation League
Pour les articles homonymes, voir ADL.
L'Anti-Defamation League (ADL, « Ligue antidiffamation », au sens : contre la calomnie) est une organisation non gouvernementale dont le but premier est de soutenir les Juifs contre toute forme d'antisémitisme. L'association est fondée par l'organisation B'nai B'rith aux États-Unis. Elle possède 29 antennes aux États-Unis et trois dans d'autres pays. Son quartier général est installé à New York.
Ses méthodes ont fait l'objet de diverses critiques. Sa définition de l'antisémitisme est de plus en plus controversée dans les années 2020, y compris au sein de la communauté juive américaine, puis au sein même de l'organisation. Plusieurs membres de l'Anti-Defamation League, en désaccord avec le président Jonathan Greenblatt, démissionnent en 2022-2024.

## Objectifs et histoire

### Objectifs déclarés
Les statuts de l'ADL précisent qu'elle « combat l'antisémitisme et toute forme d'intolérance, défend les idéaux démocratiques et sauvegarde les droits civiques pour tous ». Le but premier de l'ADL est la lutte contre l'antisémitisme et la discrimination, par tous les moyens légaux possibles et des campagnes d'information et de sensibilisation.
Depuis les années 1930, l'ADL collecte et publie des rapports sur les organisations antisémites, racistes, extrémistes ou prônant la violence. Le résultat en est selon l'ADL une « célèbre base de données exactes, détaillées et indiscutables d'information sur les individus et groupes extrémistes ».

### Chronologie
Cette section ne s'appuie pas, ou pas assez, sur des sources secondaires ou tertiaires indépendantes du sujet. Le texte peut contenir des analyses inexactes ou inédites de sources primaires.
Pour l'améliorer, ajoutez-en, ou placez des modèles {{Source secondaire souhaitée}} ou {{Source secondaire nécessaire}} sur les passages mal sourcés. (septembre 2024)
L'ADL est fondée par Sigmund Livingston en 1913 en réponse à l'arrestation en Géorgie de Leo Frank. Condamné à mort puis gracié par le gouverneur, convaincu de son innocence, Léo Frank est lynché par des habitants de Marietta.
Durant toute son histoire, l'ADL a eu pour but de s'opposer à toutes les organisations ou individus antisémites ou racistes et le fit avec les Nazis, le Ku Klux Klan, Henry Ford, le père Charles Coughlin (un évangéliste antisémite) et plus généralement les mouvements se réclamant du néonazisme. L'ADL enquête aussi sur les incidents antisémites en dehors des États-Unis.
Son combat contre Charles Coughlin débouche sur une réfutation complète de ses thèses inspirées de Joseph Goebbels et la dénonciation des positions antisémites de Henry Ford aboutit à la rétractation officielle de ce dernier.
Après la guerre, l'ADL lutte pour une plus large admission aux États-Unis des Juifs, réfugiés de guerre, tout en continuant sa lutte contre le Ku-Klux-Klan.
Dans les années 1950, c'est à la cérémonie du 40e anniversaire de l'ADL que le président Dwight Eisenhower condamne pour la première fois le maccarthysme. L'ADL continue son combat contre l'extrême droite dans les années 1960 en soutenant la lutte pour les droits civiques et en faisant publier en 1964 le livre Danger on the right par Benjamin Epstein et Arnold Forster qui, dans les années 1970, inventent le concept de Nouvel antisémitisme, en dénonçant cette fois-ci l'antisémitisme venu de l'extrême gauche.
L'ADL continue son combat contre l'extrême-droite en dénonçant dans les années 1970 la dictature argentine puis les propos racistes de Louis Farrakhan dans la décennie suivante. Et six mois avant l'attentat d'Oklahoma City, l'ADL dénonce le danger que font courir les milices anti gouvernementales d'extrême-droite aux États-Unis.
Aussi, à partir des guerres israélo-arabes de 1967 et 1973, l'ADL dénonce les propos anti-sionistes et s'engage dans le soutien à Israël. L'ADL considère qu'antisionisme et antisémitisme sont très proches. En conséquence, elle dénonce les biais anti-israéliens, comme la résolution 3379 de l'Assemblée Générale des Nations unies, votée en 1975 et révoquée en 1991, qui assimilait le sionisme au racisme. Son guide pour les activistes peut être assimilé de la Hasbara.
En 1997, le directeur de l'ADL, Abraham Foxman, reçoit le prix de la Liberté et de la Justice Martin Luther King - Donald R. Mintz décerné par le Centre national pour les relations entre Noirs et Juifs de l'université Dillard de La Nouvelle-Orléans.
En avril 2002, l'ADL est condamnée à verser 150 000 dollars de dommages et intérêts à Pete McCloskey, ancien membre républicain du Congrès, pour l'avoir espionné du fait de ses positions antisionistes. En 2003, Serge Halimi énonce que l’Anti-Defamation League cultive des relations avec les fondamentalistes chrétiens afin de les amener à soutenir Israël.
En 2005, l'ADL écrit aux 25 ambassadeurs de l'Union européenne pour que cette dernière rajoute le Hezbollah sur sa liste des organisations terroristes en argumentant que « [son] objectif est de détruire l'État d'Israël et qu'[il] soutient activement les terroristes palestiniens [ce qui] affaiblit les efforts exercés actuellement par l'Autorité Palestinienne […] pour consolider le cessez-le-feu et mettre fin à la violence dans la région »[source insuffisante].
En 2007, le président de l'ADL aux États-Unis est Glen S. Lewy et le directeur, Abraham Foxman.

## Controverses

### Fichage de personnalités antisionistes
En 1983, l'ADL distribue à des étudiants juifs américains un livret tamponné « confidentiel », listant sur 49 pages les noms de personnes et organisations supposées être des « militants pro-arabes », masquant sous un antisionisme leur profond antisémitisme. Cette liste comporte des noms connus de professeurs d'université et d'hommes politiques américains. Devant les protestations de 1 400 membres de la Middle East Studies Association, l'ADL se rétracte, attribuant la parution de cette liste à un bénévole trop zélé.
Le 10 décembre 1992, puis le 8 avril 1993, les locaux de la Ligue anti-diffamation du B'nai B'rith à San Francisco et à Los Angeles sont perquisitionnés simultanément par le FBI qui prouve, au vu des documents saisis, qu'un employé de l'ADL a constitué depuis les années 1970 un vaste ensemble de fiches concernant 950 organisations et près de 10 000 individus, tels le Ku Klux Klan, le Djihad islamique, la Jewish Defense League, la NAACP, le Congrès national africain (ANC), l'ACLU (American Civil Liberties Union), le syndicat United Auto Workers, le mouvement Act Up New York, l'agence Tass, des représentants au Congrès, dont Nancy Pelosi (du Parti démocrate) l'activiste Lyndon LaRouche, etc. L'affaire se conclut par le paiement d'environ 200 000 dollars américains par l'ADL aux parties civiles,.

### Démissions de membres de l'ADL en réaction à l'équivalence établie entre la gauche et l'extrême droite
Alors que le président de l'ADL, Jonathan Greenblatt (en exercice depuis 2015) s'est d'abord inscrit dans la ligne historique de l'ADL consistant à lutter contre l'antisémitisme de l'extrême droite nationaliste blanche, il a par la suite privilégié les attaques contre des activistes de gauche. Ce changement de priorité a provoqué de vives controverses au sein même de l'organisation, selon The Forward et Jewish Currents (en).
En 2022 Jonathan Greenblatt, affirme dans un discours adressé à des dirigeants de l'ADL que les mouvements qui critiquent Israël, y compris Jewish Voice for Peace (organisation juive), ou Students for Justice in Palestine (en), diffusent l'antisémitisme au même titre que l'extrême droite suprémaciste blanche. Cette équivalence a scandalisé des organisations juives, et une partie des membres salariés de l'ADL, dont deux démissionnent.
En octobre 2023, Stephen Rea, chercheur au Center for Technology and Society de l’ADL présente sa démission « en réaction à la condamnation publique par Jonathan Greenblatt des juifs américains qui protestent contre la guerre d'Israël à Gaza »,. Selon Stephen Rea, Jonathan Greenblatt « diabolise » Jewish Voice for Peace et IfNotNow, organisations anticolonialistes dont les membres ont appelé à un cessez-le-feu à Gaza et ont parlé d'un génocide commis par Israël dans cette enclave palestinienne.
Fin 2023, trois des employés du Centre pour la technologie et la société de l'ADL démissionnent, exprimant ainsi leur désaccord avec les critiques de l'ADL dirigées contre les manifestants pro-palestiniens et antisionistes, critiques qu'ils jugent excessives.
En janvier 2024, Yael Eisenstat, directrice du Centre pour la technologie et la société de l'ADL, présente sa démission en raison de la complaisance de Jonathan  Greenblatt à l'égard d'Elon Musk,. J. Greenblatt avait fait l'impasse sur le nationalisme blanc mêlé d'antisémitisme de Elon Musk, et approuvé publiquement l'engagement du milliardaire à interdire les discours pro-palestiniens sur X (ex-Twitter). 

## Critiques

### Définition controversée de l'antisémitisme
Bien que l'ADL rejette en théorie la confusion entre antisionisme et antisémitisme,  « les experts se demandent, selon The Guardian, si le rapport annuel des incidents antisémites de l'ADL, largement cité, ne classe pas comme antisémites toutes les expressions d'une critique d'Israël. Une partie de ces incidents, par exemple, sont probablement des actions d’activistes antisionistes qui sont eux-mêmes juifs, comme Jewish Voice for Peace ». The Forward note un changement après le 7 octobre 2023 : l'ADL, qui répertorie dans un rapport plus de 3000 incidents antisémites, a « considérablement élargi sa définition des incidents antisémites » ; 1317 incidents dit antisémites relèvent en réalité de «  l'hostilité envers Israël, plutôt que des formes traditionnelles d’antisémitisme sur lesquelles l’organisation s’est concentrée au cours des années précédentes », explique le journal juif américain.
Selon Ben Lorber, spécialiste du nationalisme blanc chez Political Research Associates, la défense de la politique israélienne y compris dans ses aspects réactionnaires tend à prendre le pas dans le travail de l'ADL sur la lutte contre l'antisémitisme de l’extrême droite.
La version anglophone de Wikipédia a organisé un débat interne au sujet de l'utilisation des textes de l'Anti-Defamation League comme source pour les articles de l'encyclopédie. À l'issue d'un vote en juin 2024, l'Anti-Defamation League est désormais considérée par la communauté wikipédienne comme une source non fiable sur le sujet du conflit israélo-palestinien. Une « majorité écrasante » de wikipédistes ont mis en cause la tendance de cette organisation pro-israélienne à « considérer les critiques légitimes d’Israël comme des manifestations de haine anti-juive ».

### Défense de la politique israélienne
En 2021, une centaine d'organisations qui œuvrent en faveur de la justice sociale et des droits civiques ont appelé d'autres organisations dans une lettre ouverte à rompre les liens avec l’ADL. Parmi les éléments qui ont contribué à cette prise de distance figure, selon The Guardian, le fait que l’ADL a « favorisé des formations communes de forces de l'ordre israéliennes et américaines et espionné des groupes progressistes et arabo-américains. ».
Pour Noam Chomsky, cette organisation, comme d'autres, ne se préoccupe pas d'antisémitisme mais seulement « de l'opposition aux politiques d'Israël, ou plus exactement de l'opposition à sa propre vision belliqueuse des politiques d'Israël ».